# Johann Nikolaus Hanff
Johann Nikolaus Hanff (né à Gossel le 25 septembre 1663 - mort à Schleswig le 25 décembre 1711) est un organiste allemand de la période baroque. Il a eu pour élève Johann Mattheson.

## Biographie
Il est le fils d'un aubergiste installé à Wechmar, ville dont il fréquente l'école à partir de 1668. Il est ensuite élève de son oncle Markus, organiste de la cathédrale de Ratisbonne, et, vers 25 ans, devient lui-même organiste, tout d'abord à Hambourg — principal centre musical de l'Allemagne du nord — puis à Eutin, enfin à Schleswig.

## Œuvres
Il compte parmi les meilleurs organistes allemands de son époque, mais peu de ses œuvres ont été conservées, notamment trois cantates pour soli, chœur et instruments et les sept préludes de choral pour orgue :
- Ach Gott, vom Himmel sieh darei

Choral "Ach Gott, vom Himmel sieh darein"
- Auf meinen lieben Gott

Choral "Auf meinen lieben Gott"
- Ein feste Burg ist unser Gott
- Erbarm dich mein (1)
- Erbarm dich mein (2)

Choral "Erbarm dich mein Gott N°2"
- Helft mir gotts Güte preisen
- Wär Gott nicht mit uns

## Sources
- Notice détaillée par Michel Roubinet dans le Guide de la musique d'orgue, Fayard.

## Partitions
- « Johann Nicolaus Hanff » (partitions libres de droits), sur l'IMSLP